# Sesklo

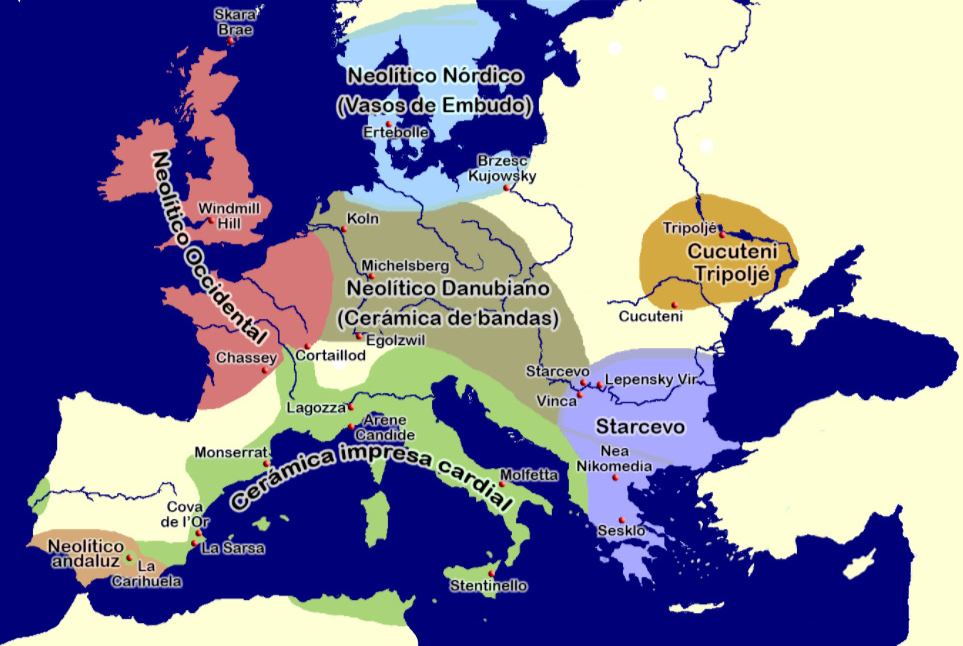
Situació de Sesklo (Sesclo) en el mapa de poblament neolític d'Europa en el V mil·lenni ae

Sesklo o Sesclo (grec: Σέσκλο, en aromanés: Seshklu) és una vila aromanesa, propera a la ciutat de Volos, a Tessàlia (Grècia central), en la prefectura de Magnèsia. Al seu territori es troba el jaciment arqueològic d'un assentament neolític que es descobrí a la fi del s. XIX i les primeres excavacions del qual les realitzà l'arqueòleg grec Christos Tsountas.

## Història

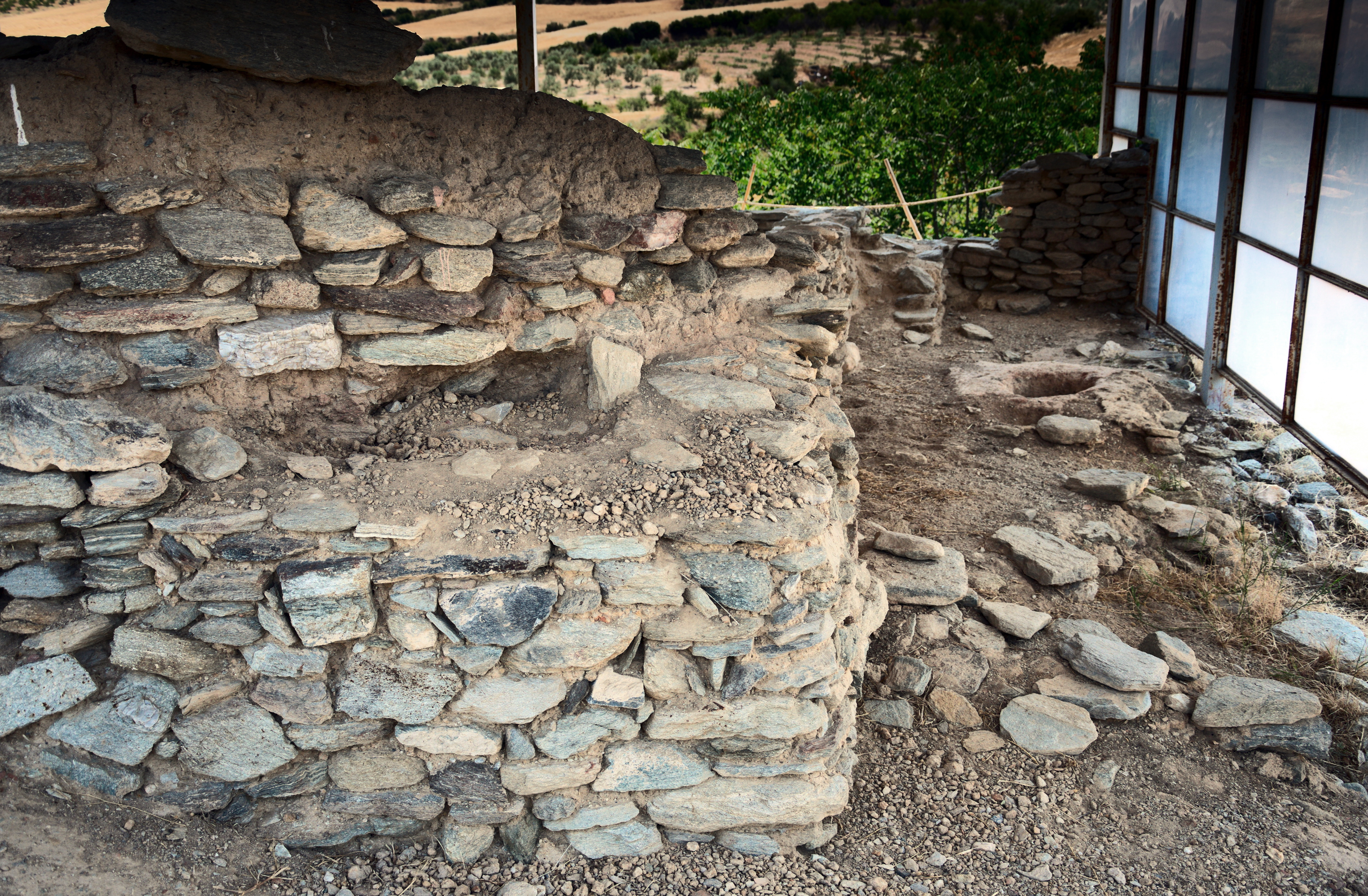
Keramia

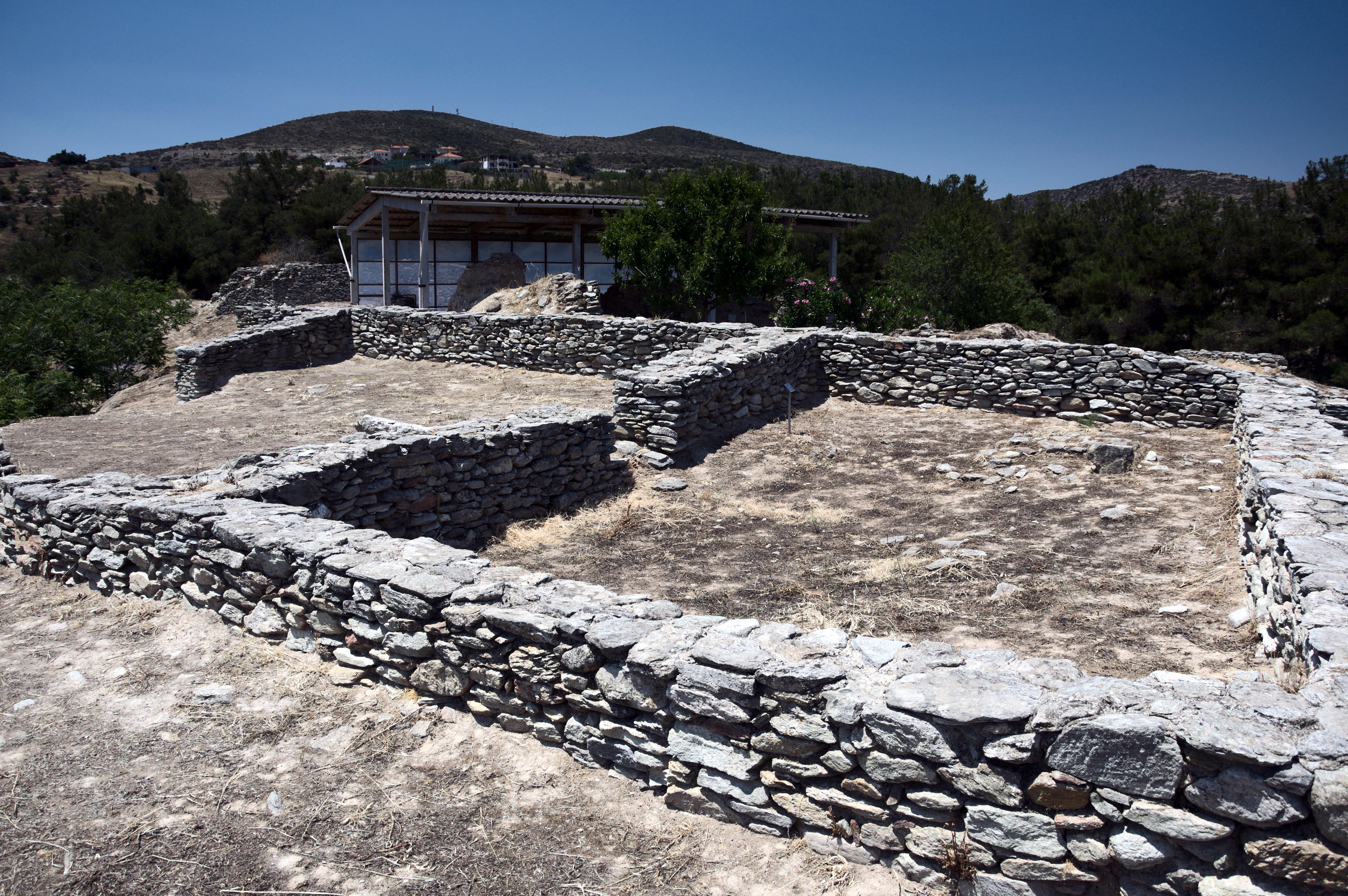
El mègaron

Aquest assentament dona nom a la primera cultura neolítica d'Europa, que s'estenia per Tessàlia i part de la Macedònia grega. Les restes més antigues trobades indiquen que aquesta civilització s'originà el 6850 ae, amb +/- 660 anys de marge d'error. Els primers assentaments, anteriors al VI mil·lenni ae, són coneguts com a proto-Sesklo (grup principal) i pre-Sesklo (grups secundaris, amb característiques diferenciades) i mostren una agricultura avançada i un ús més primerenc de la ceràmica que al Pròxim Orient, en una zona geogràficament propera a la cova Petralona, i en l'entorn on va viure l'Archanthropus.
Els pobladors de Sesklo construïren els seus llogarets als pujols, prop de fèrtils valls on conreaven blat i ordi i mantenien ramats d'ovelles i cabres, tot i que també tenien vaques, porcs i gossos. Les cases eren petites, amb una o dues habitacions, construïdes de fusta o maons de fang en un primer període. Més tard, la tècnica de construcció se'n feu més homogènia i totes les cases són fetes de tova, amb fonaments de pedra. En el VI mil·lenni ae, ja se'n troben les primeres cases de dos nivells i s'hi percep un urbanisme clar.
Les cases del llogaret eren unes al costat de les altres, i eren rectangulars, quasi quadrades, amb murs de fang o tova amb contraforts a l'interior i una fila de pals al centre que sostenien la teulada. A la porta, situada al mur més curt, s'accedia per un porxo sostingut per dos pals. Dins era dividit per parets perpendiculars als murs llargs i l'habitació principal es trobava al fons: és la versió primitiva del mègaron que tanta influència en la construcció tindria al llarg dels segles.
En els nivells més baixos del proto-Sesklo no s'ha trobat ceràmica, però els pobladors aviat van elaborar ceràmica molt fina (gots i copes) que decoraven amb pintures geomètriques de color roig o marró. Durant el període Sesklo s'hi incorporaren nous tipus de ceràmica. Al final del període, la decoració es fa amb motius de flama. La ceràmica d'aquest estil Sesklo "clàssic" també s'usà a Macedònia occidental i Sèrbia.
Hi ha moltes semblances entre la rara ceràmica d'Àsia Menor i la ceràmica grega de principis del Neolític, però aquestes similituds semblen existir en totes les ceràmiques primitives de les regions del Pròxim Orient. El repertori de formes no és gaire diferent, però els atuells d'Àsia Menor semblen més fondos que els seus homòlegs de Tessàlia. Els bols característics de la cultura Sesklo són poc profunds, lleugerament oberts i no s'han trobat als assentaments d'Àsia Menor. La base en anell era gairebé desconeguda a Anatòlia, mentre que les bases planes i planoconvexes eren comunes allà. En general, l'aparença dels atuells és diferent i la de les primeres figures, a més, és completament diferent.
La ceràmica molt estranya dels nivells XII i XI de Çatalhöyük s'assembla a la del Neolític primerenc I de Sesklo, però la pasta n'és molt diferent, i té un caràcter parcialment vegetal. Aquesta ceràmica és contemporània de la ceràmica millor feta de Tessàlia i no és precursora del material allí utilitzat. En general, basant-nos en les restes arqueològiques trobades, hi ha inclinació a pensar en un desenvolupament indígena en gran manera independent dels assentaments neolítics grecs. La característica de la ceràmica de Sesklo és la seua decoració vermella sobre fons groc, o blanca sobre fons roig.
Les dades disponibles també indiquen que la domesticació del bestiar es va produir a Argisa en una època tan primerenca com 6300 ae, durant la preceràmica del Neolític. Els nivells de Sesklo que no tenien ceràmica incloïen, però, fragments d'ossos de bestiar domesticat. El primer succés informat d'aquesta índole al Pròxim Orient és a Çatalhöyük, en l'estrat VI, que data del 5750 ae, tot i que pot haver estat present en l'estrat XII també -al voltant del 6100 ae. Això indica que la domesticació del bestiar és autòctona del continent grec.
Una característica important d'aquesta cultura és l'abundància d'estatuetes de dones, sovint embarassades. Ja es coneixia la representació de les figures humanes en estatuetes des del mesolític a la Mediterrània oriental i abans, en el Paleolític, però serà en el neolític quan es desenvolupe àmpliament la petita escultura, ja siga en fang o en pedres més durables com el marbre o l'esteatita. Representen la dona esteatopígica en la majoria dels casos, simbolitzant la dea mare o símbol de la fertilitat, tan generalitzada en la cultura neolítica. Aquest tipus d'escultures estan presents als Balcans i en la major part dels conjunts neolítics del Danubi des de fa molts mil·lennis, tot i que no poden considerar-se exclusives d'aquesta àrea. Cal ressaltar per la seua novetat una estatueta de Sesklo que representa una figura femenina entronitzada amb un nen al braç i decorada amb línies pintades.
La cultura de Sesklo es important en l'expansió del Neolític per Europa. La recerca i la seua datació remarquen la influència d'aquesta cultura en altres de balcàniques (Karanovo I-II i Starčevo-Körös), que sembla que s'originaren ací, i seran aquests qui estimularan el naixement de la important cultura neolítica del Danubi.
La "teoria de la invasió", estableix que la gent de la cultura Dímini neolítica fou responsable de la violenta conquesta de la cultura Sesklo al 5000 ae. D'altra banda, aquesta teoria considera les dues poblacions amb identitats culturals separades. I. Lyritzis, però, ofereix una història diferent en relació amb les cultures Dímini i Sesklo, ja que, juntament amb R. Galloway, comparà materials ceràmics de les dues entitats, i utilitzà termoluminiscència per datar-los. Així, descobrí que els habitants dels assentaments de Dímini van aparéixer al voltant del 4800 ae, quatre segles abans de la caiguda de la civilització Sesklo (c. 4400 ae). Davant això, Lyritzis conclogué que els habitants de Sesklo i els de Dímini convisqueren durant un període.